# Molvízar
Molvízar es una localidad y municipio español situado en la parte centro-oeste de la comarca de la Costa Granadina, en la provincia de Granada, comunidad autónoma de Andalucía. Limita con los municipios de Los Guájares, Salobreña e Ítrabo. Otras localidades cercanas son Lobres y Jete.

## Geografía
Está situado a 12 km de Motril y a 70 km de Granada capital, muy cerca del litoral mediterráneo del que dista unos 8 km. Tiene unos 3400 habitantes, si bien últimamente se está incrementando su población con la llegada de numerosos extranjeros, la mayoría de los cuales van a buscar trabajo en la agricultura o en la construcción. Su mayor riqueza es la agrícola: invernaderos, aguacates, chirimoyas, etc.

## Demografía
Molvízar cuenta con una población de 2730 habitantes (INE 2024).
| Gráfica de evolución demográfica de Molvízar entre 1842 y 2021                                                      |
| |
| Población de derecho según los censos de población del INE Población de hecho según los censos de población del INE |

## Administración y política
1979: Gana las elecciones municipales la Unión de Centro Democrático (UCD). José Puertas Ortiz, que era el último alcalde franquista, es elegido democráticamente alcalde. Continuaría en el cargo hasta 1991.
1991: Gana las elecciones el Partido Socialista Obrero Español (PSOE). Miguel Prados Ramón es elegido alcalde.
1995: El Partido Popular (PP), heredero de la extinta UCD, gana las elecciones. Fermín García Puentedura accede a la alcaldía. Maestro, como el anterior, logró el apoyo mayoritario del pueblo, consiguiendo ganar también las elecciones de 1999, 2003, 2007, 2011 y 2015.
2019: Irene Justo (PSOE) se convierte en la primera mujer alcaldesa de Molvízar con los votos de su grupo municipal y los de Centrados en Granada.
Los resultados en Molvízar de las elecciones municipales celebradas en mayo de 2019 son:
| Elecciones Municipales - Molvízar (2019) | Elecciones Municipales - Molvízar (2019) | Elecciones Municipales - Molvízar (2019) | Elecciones Municipales - Molvízar (2019) | Elecciones Municipales - Molvízar (2019) |
| Partido político                         | Partido político                         | Votos                                    | Votos                                    | Concejales                               |
| ---------------------------------------- | ---------------------------------------- | ---------------------------------------- | ---------------------------------------- | ---------------------------------------- |
|                                          | Partido Popular (PP)                     | 662                                      | 33,86 %                                  | 4                                        |
|                                          | Centrados en Granada (CG)                | 578                                      | 29,57 %                                  | 4                                        |
|                                          | Partido Socialista Obrero Español (PSOE) | 570                                      | 29,56 %                                  | 3                                        |

2020: El 30 de octubre, tras una moción de censura presentada por las dos formaciones de la oposición, Faustina Béjar (PP) es nombrada alcaldesa.

## Centro educativo
En la localidad de Molvízar se encuentra el colegio público Miguel de Cervantes, el cual ofrece cuatro enseñanzas:
- Educación Infantil (Segundo Ciclo)
- Educación Primaria
- Educación Especial

## Economía

### Evolución de la deuda viva municipal
| Gráfica de evolución de Deuda viva del Ayuntamiento de Molvízar entre 2008 y 2019                                |
| |
| Deuda viva del Ayuntamiento de Molvízar en miles de Euros según datos del Ministerio de Hacienda y Ad. Públicas. |

## Cultura
Sus monumentos principales son el edificio de la iglesia, del siglo XVIII, un edificio de estilo neoclásico construido por real orden de Carlos III entre 1785 y 1790, y el de la Compañía de Jesús, sito en el barrio Alto.

## Fiestas
La fiesta mayor tiene lugar el día 26 de julio, fecha que el calendario católico dedica a Santa Ana. En esta fecha se celebra la representación de los Moros y Cristianos como conmemoración de las luchas entre ambos pueblos en la Edad Media, que concluyeron en 1492 con la Toma de Granada por las tropas de los Reyes Católicos y la expulsión del último rey nazarí: Boabdil.